# Asterope (bướm)
Asterope là một chi bướm giáp được tìm thấy ở Neotropical Ecozone.

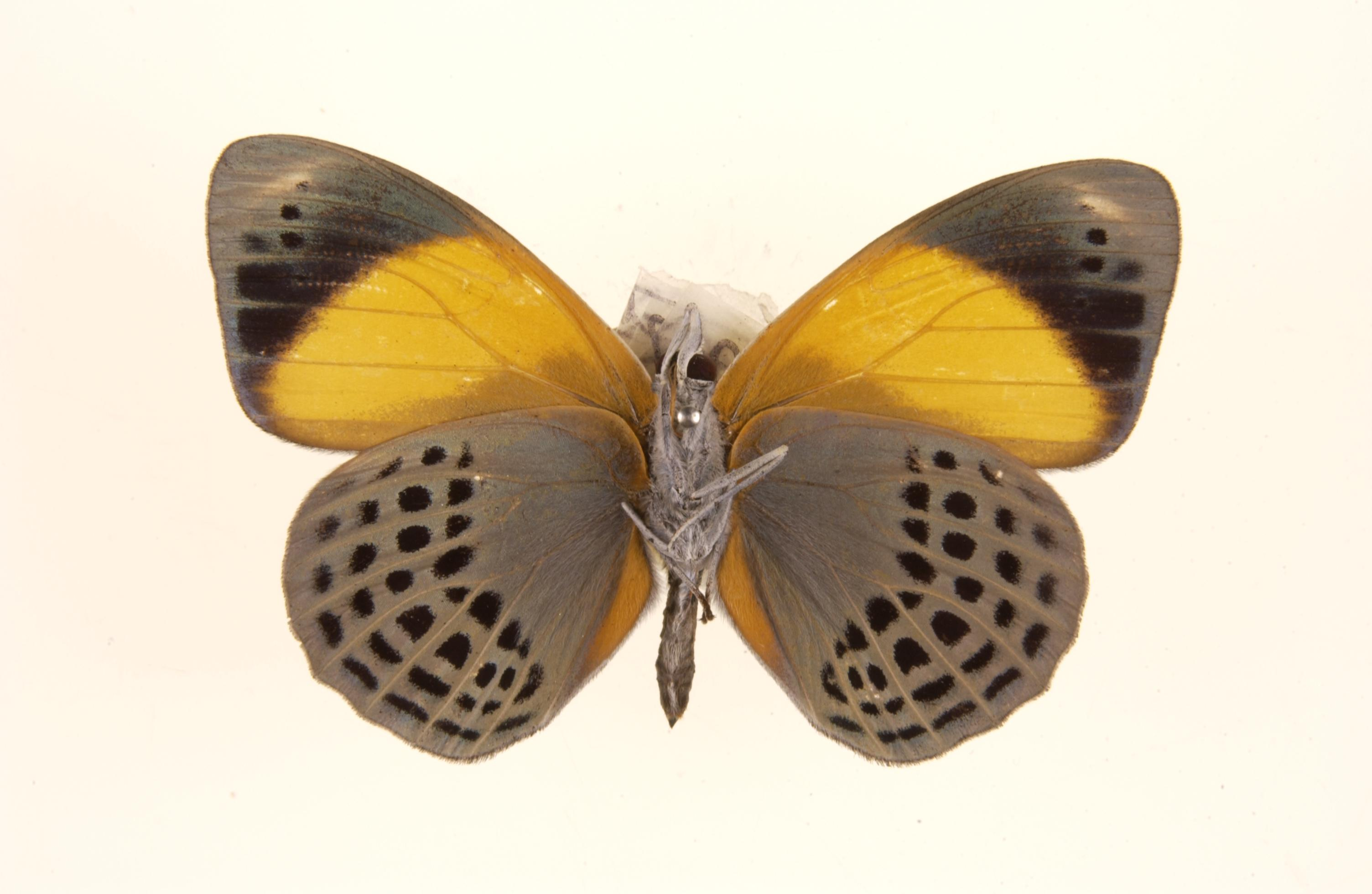
Asterope marki davisii.

## Các loài
- Asterope batesii
- Asterope buckleyi
- Asterope degandii
- Asterope leprieuri
- Asterope markii
- Asterope sapphira
- Asterope whitelyi